# Monika Neun
Monika Neun (* 16. Juli 1967; † 11. Juli 2022) war eine Schweizer Theaterkünstlerin, Journalistin und Schriftstellerin.

## Leben
Monika Neun lebte nach dem Abitur in Rom und Paris. Sie studierte Literatur, Sprachen, Theater- und Kommunikationswissenschaften. Zwischen 1999 und 2011 inszenierte sie regelmässig an den grossen Theaterhäusern der Schweiz und gründete den «raum33» in Basel, einen Spielort der freien Szene.

## Werke
- Und dann verschwinden. Zürich 2023, ISBN 978-3-71525024-3.